# A.J. Allmendinger
Anthony James "A.J." Allmendinger, född 16 december 1981 i Los Gatos i Kalifornien, är en amerikansk racerförare som sedan 2006 kör i NASCAR. Han tävlar där för Richard Petty Motorsports.  Han har tidigare kört i ChampCar, där han tog fem segrar för Forsythe Racing under 2006, vilket gav honom en tredje plats totalt i mästerskapet.

## Segrar Champ Car
| Nr | Bana         | År   |
| -- | ------------ | ---- |
| 1  | Portland     | 2006 |
| 2  | Cleveland    | 2006 |
| 3  | Toronto      | 2006 |
| 4  | Denver       | 2006 |
| 5  | Elkhart Lake | 2006 |